# Länsstyrelsen i Göteborgs och Bohus län
Länsstyrelsen i Göteborgs och Bohus län var en statlig myndighet med kansli i Göteborg. Länsstyrelsen ansvarade för den statliga förvaltningen i länet, och jobbade med regional utveckling.
Länsstyrelsens chef var landshövdingen, som utsågs av Sveriges regering.
Länsstyrelsen i Göteborgs och Bohus län upphörde 31 december 1997 och dess verksamhet överfördes 1 januari 1998 till den nybildade Länsstyrelsen i Västra Götalands län.